# 연 (오대 십국)
연(燕)은 중국 오대 십국 시대 초기의 군벌 유수광이 지금의 북경 부근에 세운 최단명 왕국이었다. 정식의 국호는 대연(大燕)이었으나, 후세의 역사가들은 걸연(桀燕)이라고도 하는 경우가 많다.

## 역사
연나라의 영토는 지금의 북경과 하북성 북부 일대로, 원래는 당나라 말기의 군벌이었던 노룡군 절도사(盧龍軍節度使, 본부는 지금의 베이징에 있었다) 유인공이 895년부터 할거하던 세력 범위 아래 있었다.
911년 유인공의 아들인 후량의 군벌 유수광은 자신의 본거지인 유주(지금의 베이징)에서 대연(大燕) 황제를 자칭하였다. 그러나 913년 12월 24일 진왕 이존욱에게 유주가 공격을 받아 함락되자, 유수광은 달아났으나 914년 1월 4일 사로잡혀 2월 12일 죽임을 당하였다. 이에 따라, 연나라는 멸망하였으며, 불과 2,3년밖에 존속하지 못하였다.
유수광은 연나라의 유일한 지배자로서, 잔인하기로 유명하였다. 그래서 후세의 역사가들은 이 연나라를 걸연(桀燕)이라고도 하는 경우가 많으며, 하나라의 잔인한 국왕이었던 걸과 비교하기도 한다.

## 참고 자료
- 《구오대사》
- 《신오대사》
- 《자치통감》